# Eddie Guerrero
Pour les articles homonymes, voir Eddie et Guerrero (homonymie).
Eduardo Gory « Eddie » Guerrero Llanes (né le 9 octobre 1967 à El Paso et mort le 13 novembre 2005 à Minneapolis), ou tout simplement Eddie Guerrero, est un catcheur (lutteur professionnel) américain d'origine mexicaine. Il est issu d'une grande famille de catch : la famille Guerrero (Los Guerreros).
Eddie a catché dans des promotions de catch professionnel au Mexique et au Japon. Aux États-Unis, Guerrero a catché dans la Extreme Championship Wrestling (ECW), la World Championship Wrestling (WCW), et dans la World Wrestling Federation (WWF puis plus tard rebaptisée World Wrestling Entertainment). Le gimmick de Guerrero a été celui de « Latino Heat », un catcheur rusé et débrouillard qui ferait n'importe quoi pour gagner un match. Sa catchphrase est devenu « I Lie! I Cheat! I Steal! », qui veut dire « Je mens ! je triche ! je vole ! », qui a été utilisé dans un de ses thèmes d'entrée. Guerrero a utilisé cette expression dans son autobiographie Cheating Death, Stealing Life…
En dépit de son rôle de heel pendant presque toute sa carrière, il est largement considéré comme l'un des catcheurs les plus populaires, respectés et talentueux techniquement de toute l'histoire du catch. Il est également l'un des catcheurs les plus décorés de l'histoire de la WWE. Tout au long de sa carrière, Guerrero a rencontré différents problèmes de toxicomanie en dehors du catch, y compris l'alcoolisme et une addiction aux antidouleurs. Ses problèmes ont parfois été intégrés dans ses combats. Malgré ces problèmes, Guerrero a remporté vingt-trois titres au cours de sa carrière, dont le Championnat de la WWE, et a été intégré dans le WWE Hall of Fame en 2006, quatre mois après son décès.

## Biographie
Issu d'une grande famille de lutteurs, Eddie Guerrero suit le chemin de son père, Gory Guerrero, une véritable légende au Mexique. Ce dernier l'initie à la discipline et est son entraîneur des années durant, tout comme ses trois frères : Hector, Mando et Chavo Guerrero Sr. ainsi que son neveu Chavo Guerrero, Jr..
Guerrero est né et a grandi à El Paso, au Texas et a fréquenté l'Université du Nouveau-Mexique, ainsi que le Nouveau-Mexique Highlands université grâce à une bourse d'athlétisme, où il luttait en NCAA, avant de retourner à El Paso pour devenir un lutteur professionnel.

## Carrière

### Débuts (1987-1995)
Après avoir fait 8 années d'études de lutte, Eddie Guerrero se joint à la fédération Mexicaine, l'EMLL. Il y apprend les techniques professionnelles et y gagne son tout premier titre début 1987. À l'EMLL, il catch sous le pseudo de « Mascara Magica » et porte un masque comme la plupart des lutteurs mexicains à cette époque. Quelques années plus tard, il quitte l'EMLL pour aller à la fédération anciennement nommée AAA. En s'en allant, il devient le premier lutteur à délaisser la tradition du masque chez les catcheurs mexicains. À la AAA, il faisait équipe avec El Hijo del Santo comme la nouvelle version de La Pareja Atomica (la paire atomique), l'équipe de Gory Guerrero tag et El Santo.
Après il trahit El Hijo del Santo pour s'allier avec Art Barr en tant que La Pareja del Terror (la paire des Terreur), une tag team conspuée par les spectateurs[réf. nécessaire].
Avec Barr, Konnan, Chicano Power, et Boyfriend Madonna, Guerrero forme Los Gringos Locos (Les Américains fous), une équipe heel. Paul Heyman les contacte pour catcher pour sa fédération, la ECW. Barr, cependant, meurt à la fin de 1994 avant d'avoir rejoint la ECW avec Guerrero.

### Extreme Championship Wrestling (1995)
À la ECW, il combat et bat Too Cold Scorpio pour gagner le ECW Television Championship. Il fait aussi la connaissance de Dean Malenko. À la suite d'une mésentente entre son contrat et la fédération de la New Japan Pro-Wrestling, Eddie est contraint de quitter la ECW. Au Japon, son vrai nom se fait connaitre puis il reprend la tradition avec son masque. Il catche sous un nouveau pseudo, The Black Tiger (Le tigre noir).

### World Championship Wrestling (1995-2000)
En 1995, Eddie Guerrero se joint à la World Championship Wrestling. Une pré-carrière lui permet de gagner certaines ceintures. Puis au fil des années, il devient de plus en plus connu. Il crée la LWO (Latino World Order), qui avait pour but d'empêcher la nWo (New World Order) de prendre le pouvoir. Fin décembre 1996,  Eddie Guerrero bat Diamond Dallas Page et gagne le United States Championship, alors vacant. En septembre 1997 lors de Fall Brawl Eddie Guerrero gagne le titre WCW Cruiserweight Champion face à Chris Jericho et le perd en décembre face à Ultimo Dragon. En 1998, Eddie commença au début d'année de faire équipe avec son ancien rival Chris Jericho et Eddie tenta de gagner une fois de plus le titre World Television qui perd à cause de son neveu Chavo qui intervenait et de regagner le titre Crusierweight à Starrcade 1998 face à son futur partenaire Billy Kidman à cause des interventions de Mysterio et de son groupe LWO.
Mais en 1998, la vie d'Eddie Guerrero bascule : des problèmes de drogue, des overdoses de produits dangereux, des accidents de voiture viennent mettre un coup de frein dans sa carrière. Après plusieurs longs mois d'absence et un miracle (les médecins qui l'ont soigné à la suite de son accident de voiture avaient prédit qu'il ne pourrait peut-être plus jamais marcher), il fait un retour triomphant à la WCW pour faire une feud entre Raven, Icp et Vampiro contre lui et ses amis/partenaires Rey Mysterio et Konnan. Eddie se voit ensuite impliqué dans plusieurs feuds de clan mais ne reçoit pas les push escomptés en retour. Après avoir fini sa rivalité contre Raven, Icp et Vampiro avec Kidman et Mysterio, Eddie commença à rivaliser avec [[Perry Saturn]] et son équipe The Revolution lorsque Eddie perd son match face à ce dernier durant Monday Nitro du 13 septembre. Les deux s'affrontent dans un match à Halloween Havoc lequel Eddie remporte le match par disqualification à cause de Ric Flair qui l'attaquait pour reprendre son montre dont Eddie lui a volé au Nitro juste avant Halloween Havoc.
Le dernier match de Eddie à la WCW a lieu le 23 décembre 1999 à Thunder, dans un 6-man tag team match avec Billy Kidman et Jim Duggan face à Perry Saturn, Dean Malenko et Asya ; Billy, Jim et Guerrero ont gagné le match. Eddie Guerrero quitte la WCW pour la WWF avec ses amis Chris Benoit, Perry Saturn et Dean Malenko. Ils forment tous les trois ensemble les Radicalz.

### World Wrestling Federation (2000-2001)
Après quelques apparitions en match en équipes, Eddie se blesse gravement au coude après un Frog splash complètement raté, ce qui le tiendra hors du ring pendant plusieurs mois. À son retour de blessure, Eddie s'allie avec Joanie Laurer alias Chyna et se fait appeler Latino Heat. Cette période est très mouvementée dans sa vie personnelle. Il gagne le WWE Intercontinental Championship dans un Triple threat match face à Chyna et Kurt Angle à WWE Raw. Il perd sa ceinture face à Billy Gunn à WWE SmackDown. Il gagne aussi le WWE European Championship à RAW face à Chris Jericho, il devient donc le seul mexicain à avoir gagné cette ceinture. À Backlash 2000, il conserve le titre européen face à Essa Rios. Le 23 juillet, il perd l'European Championship face à Perry Saturn. Le 26 mars 2001 à Raw Is War, il intervient en tant qu'arbitre sur Jim Koredas en lui disant qui avait le décompte trop rapide et Albert profite de donner le Derailer à Test qui a permis à X-Pac de gagner le match, Guerrero fait le décompte après le match il attaque Test et il lui dit qu'il va le battre à Wrestlemania et pour sa ceinture.Lors du Wrestlemania X-Seven, il regagnera face à Test le WWF European Championship pour sa seconde règne grâce à l'aide Perry Saturn et Dean Malenko.Il perdra face à Matt Hardy le titre européen à Smackdown!. Lors du Backlash 2001, il tente d'avoir le titre mais il perd dans un Triple Threat Match à cause de Jeff Hardy, comprenant aussi Christian qui avait demandé à William Regal, le commissionnaire de la WWF à Raw. 
Lors de WWE Insurrextion, Eddie Guerrero bat Grand Master Sexay avec un roll-up en seulement 4 minutes.
La dernière apparition de Guerrero sera à Sunday Night Heat juste avant Judgement Day, Lillian Garcia lui demande si Lita va gagner le titre féminin face à Chyna. À noter que les anciens membres du Radicalz ont participé pour le WWF Tag Team Championship no 1 pour affronter Triple H et Steve Austin, mais Benoit a participé deux matches un contre Kurt Angle et l'autre en faisant équipe avec son ancien rival, Chris Jericho en gagnant le match.  
Il connait à nouveau des problèmes d'alcool et après plusieurs mois difficiles, la WWF lui offre une chance de se racheter.

### Circuit indépendant (2001-2002)
Eddie commence la lutte sur le circuit indépendant après sa sortie de WWF. Le 23 février, il combat face aux Mexicains de Super Crazy sur le premier show de la Ring of Honor appelée The Era of Honor Begins pour couronner le tout premier IWA Intercontinental Champion, match qu'Eddie perd. Le 24 février, il fait ses débuts dans la promotion australienne World Wrestling All-Stars (WWA) lors de la Revolution battant le champion Juventud Guerrera et Psicosis dans un Triple Threat match pour le Championnat Cruiserweight l'académie internationale. Le 1er mars, il bat le champion CM Punk et Rey Mysterio dans un Triple Threat match pour le IWA Mid-South Heavyweight Championship. Il a perdu face à Punk un jour plus tard. Il abandonne le titre Cruiserweight à la WWA, en avril 2002 pour faire son retour dans la WWF.

### Retour à la World Wrestling Federation/Entertainment (2002-2005)

#### Diverses rivalités (2002-2003)
Il fait son retour, et attaque Rob Van Dam après que RVD gagne son match. Le 8 avril 2002 il intervient dans le match qui oppose Rob Van Dam à The Undertaker ; grâce à Eddie, Undertaker gagne le match. À Backlash 2002, il remporte le WWF Intercontinental Championship face à Rob Van Dam après un Frog splash.
Le 28 avril 2002 à WWE Heat il bat D'Lo Brown. Le 29 avril à Raw, il bat Jeff Hardy en donnant un coup de ceinture et un Frog Splash. À WWE Insurexion il se fait disqualifier après avoir frappé Rob Van Dam avec le titre. Il va encore battre Rob Van Dam lors de WWE Judgment Day 2002. Lors d'un House Show du 27 mai, Eddie perd encore face à RVD pour le titre dans un ladder match. Il partira à WWE SmackDown au début de juillet avec Benoit que celui-ci devenait le WWE Intercontinental Champion en battant RVD en s'aidant les cordes, bien que le General Manager Stephanie Mcmahon avait dit qu'il aura deux superstars de Raw qui peuvent partir à Smackdown! avec cette annonce Eric Bischoff devenait furieux et il voulait disputer avec Stephanie McMahon mais les sécurités de Smackdown! l’empêchait. 
À Vengeance 2002, il participe au premier tables match avec Chris Benoit mais ils se font battre par Bubba Ray Dudley et Spike Dudley. Le 22 juillet à Raw, il perd face au nouveau champions incontesté, The Rock. Le 29 juillet à Raw, il perd face à Booker T et la même soirée son partenaire Chris Benoit gagne le titre intercontinental face à RVD en utilisant les cordes. À SummerSlam 2002 il perd face à Edge mais à Unforgiven 2002 il prend sa revanche. Mais aussi à Summerslam 2002 de la même soirée, Benoit perdit son titre intercontinental face à Rob Van Dam ce qui fait que Benoit perdait un mois du titre et le titre sera retourner à Raw.

#### Los Guerreros (2002-2004)
En août 2002, Eddie se joint à son neveu, Chavo Guerrero, Jr. et ils forment l'équipe des Los Guerreros. Ils connaissent tout de suite un très grand succès avec leur slogan de « I Lie, cheat & steal ». Il remporte le titre de champion  par équipes (WWE Tag Team Championship) avec Chavo. Lors du Survivor Series 2002, il gagne pour la première fois avec Chavo Le WWE Tag Team Championship.
On aperçoit dans le match que Chavo avait donné un coup de chaise sur Mysterio et Eddie lui profite lui donner la prise de soumission à Mysterio. Ils avaient donné une interview après le match. Eddie perdra contre son ancien partenaire Chris Benoit qui devient Face à Amargeddon 2002. On observe que Guerrero a changé de coiffure en janvier pendant ses repos. Mais en janvier 2003, il devient aussi Face avec Chavo. Le 6 février 2003 à Smackdown, ils perdent leurs titres face à Team Angle. Normalement à Judgement Day 2003, Chavo devait faire équipe avec Eddie comme prévu pour les titres, malheureusement Chavo est blessée à Smackdown! par Team Angle. Lors du Judgement Day 2003, il révèle son partenaire est Tajiri et ils ont réussi à battre Team Angle dans un Ladder Match. Eddie avait une petite feud avec Sean O Haire et Roddy Piper qu'il ordonne à Tajiri de donner son titire à Haire. ils perdent leurs titres face à Shelton Benjamin & Charlie Haas à Smackdown en juin 2003. 
Il remporte et devient le premier WWE United States Champion de l'histoire de la WWE face à Chris Benoit à Vengeance 2003 en 22 min et 14 s. À SummerSlam 2003 il bat Benoit, Rhyno, Tajiri dans un Four-Way match et conserve le titre. Le 16 octobre Eddie bat Rhyno, après le match, The Big Show vient et lui porte un Chokeslam sur la voiture de Eddie.
Le 19 octobre 2003, à No Mercy 2003, Eddie perd le titre face à The Big Show qui effectue deux Chokeslams sur Guerrero.
Après la perte de titre vers la fin de 2003, les deux lutteurs se séparent. Chavo est jaloux d'Eddie et il l'accuse de prendre tout le succès pour sa propre gloire. Cela les mènera donc à une confrontation au Royal Rumble 2004. Malgré l'aide de son père, Chavo se fait sortir du ring par Eddie, synonyme de disqualification. Peu à peu, ils se séparent.

#### WWE Champion et rivalité avec JBL (2004)

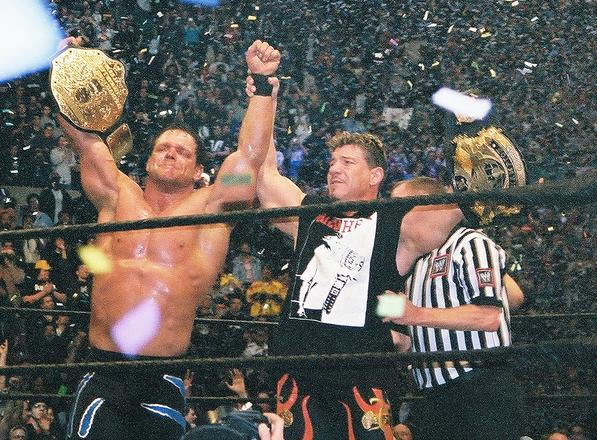
Eddie Guerrero et Chris Benoit à WrestleMania XX.

Lors du Smackdown quelques semaines plus tard, la WWE propose un combat face au champion à cette époque, Brock Lesnar lors du No Way Out 2004. Ils organisent un mini Royal Rumble de 15 concurrents qu'Eddie gagnera.
Lors de No Way Out 2004, il bat Brock Lesnar et devient le nouveau Champion de la WWE. Il devient donc aussi le premier mexicain Champion du monde.
À WrestleMania XX, il conserve le titre contre Kurt Angle. Dans le main event de Smackdown le 18 mars, il a un match simple face à son meilleur ami Rey Mysterio pour le WWE championship ; après un long match Eddie gagne le match donc conserve le titre de la WWE.
Le 2 mai 2004, Eddie montre à ses fans l'amour qu'il a envers sa femme, ses enfants, et sa mère. Toute sa famille vient sur le ring, et Eddie leur offre des fleurs. Mais quelques minutes plus tard, John Bradshaw Layfield vient sur le ring pour régler des comptes avec Eddie, sa famille sort alors du ring, mais pas la mère d'Eddie, qui supplie JBL d'arrêter, car il venait de mettre un coup de la corde à linge à Eddie. JBL menace la mère d'Eddie, malheureusement, la mère d'Eddie fait une attaque cardiaque, s'effondre sur le ring et est évacuée sur civière, avec Eddie à ses côtés, qui voulait faire mordre la poussière à JBL pour avoir touché à sa « mama ».
Ce segment amène une rivalité entre JBL et Eddie dans un match à Judgment Day 2004 ou Eddie se disqualifie quand il frappe JBL avec la ceinture et après le match Eddie attaque JBL, Eddie le fait même saigner mais le personnel de la WWE intervient pour que JBL ne soit pas gravement blessé. Résultat, Eddie restait champion mais le 27 juin 2004 lors du Great American Bash 2004, il perd face à JBL dans un Texas Bullrope match à cause de Kurt Angle qui intervient dans le match et dit que c'est JBL qui gagne le match (il fait passer le ralenti pour voir que JBL a touché le 4e coin avant Eddie) JBL en sang est le nouveau champion de la WWE.

#### Rivalité avec Kurt Angle (2004)
Lors de SmackDown, Eddie veut son match revanche face à JBL pour récupérer sa ceinture dans un match en cage. Alors qu'Eddie allait sortir de la cage, Kurt Angle intervient une nouvelle fois en faveur de JBL, ce dernier entre dans la cage, cagoulé en retenant les jambes d'Eddie pour l'empêcher de sortir, offrant ainsi à JBL la possibilité de sortir aisément et de conserver son titre. Quelques secondes après la fin de la rencontre, Kurt Angle était démasqué après l'acharnement d'Eddie pour dévisager son adversaire et lui retirer sa cagoule. . Le Smackdown suivant, Eddie parle à Kurt Angle (l'ancien general manager de SmackDown) Eddie lui dit qu'il ne comprend pas pourquoi il est intervenu dans le match la semaine précédente, Kurt Angle répond qu'il ne mérite pas la ceinture de la WWE. Kurt Angle demande un match à Eddie lors de SummerSlam 2004, Guerrero accepte. À SummerSlam, Eddie perd face à Kurt Angle qui gagne avec l'aide de Luther Reigns. Lors de No mercy 2004 il bat Luther Reigns. Lors de Survivor Series 2004, il prend sa revanche dans un 4 contre 4 Survivor Series match : Team Guerrero (Eddie Guerrero, The Big Show, Rob Van Dam et John Cena) bat Team Angle (Kurt Angle, Carlito, Luther Reigns et Mark Jindrak). À Armageddon 2004 il a un match pour la ceinture dans un Fatal Four Way match face à  John « Bradshaw » Layfield, The Undertaker et Booker T, où JBL conserve le WWE championship.
Le 23 décembre 2004 à Smackdown! en Irak, Eddie Guerrero et Rey Mysterio battent Kurt Angle et Luther Reigns dans un match par équipe. À SmackDown Night of Champions Eddie et Booker T perdent un match contre Rey Mysterio et Rob Van Dam pour les ceintures par équipe.

#### Rivalités avec Rey Mysterio et Batista (2005)
Au début de 2005, Eddie Guerrero participe au Royal Rumble 2005, il entre en première position et élimine Booker T, The Hurricane et Hardcore Holly mais se fait éliminer par Edge.

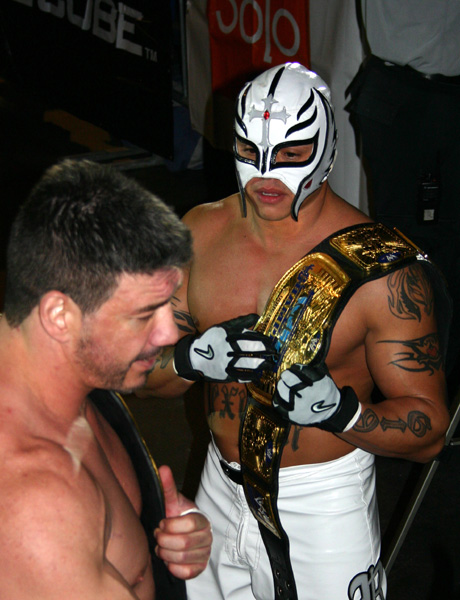
Eddie Guerrero et Rey Mysterio

Eddie Guerrero a un long parcours en équipe avec son ami Rey Mysterio. À No Way Out 2005, les deux hommes battent les Basham Brothers pour devenir les nouveaux WWE Tag Team Champions. Mais à Wrestlemania 21, au lieu de défendre leur titre en équipe, Eddie Guerrero et Rey Mysterio se sont affrontés dans un match purement amical, le match est remporté par Rey Mysterio. Les choses vont bien jusqu'au moment où, trop confiants, les deux amis enchaînent plusieurs défaites jusqu'à perdre leur titre en équipe contre MNM (Melina, Nitro et Mercury). C'est à ce moment qu'Eddie Guerrero commence à se retourner contre Rey Mysterio, qu'il a toujours considéré comme son sang et sa famille. Eddie Guerrero fait un heel turn lorsqu'il attaque sauvagement Mysterio, jusqu'à le faire saigner et déchirer son masque. Une rivalité débute alors entre les deux hommes, une rivalité qui implique d'ailleurs une affaire de paternité concernant le fils de Rey Mysterio, Dominik. Eddie Guerrero prétend être le père de ce dernier et tout cela mène à un Ladder match à SummerSlam 2005, dont l'enjeu est un contrat décidant qui est le père de Dominik. Ce match fut gagné par Rey Mysterio. Cette rivalité prend fin à l'édition de SmackDown la semaine suivante, après un match en cage qui a vu la victoire d'Eddie Guerrero.
Quelque temps après sa rivalité avec Rey Mysterio, les choses se tassent pour Eddie Guerrero. Il est même nommé challenger pour le World Heavyweight Championship, détenu par Batista. Mais Eddie Guerrero déclare rapidement être un bon ami de Batista, il s'agit plus ici d'une rivalité respectueuse. Batista se méfie toutefois d'Eddie Guerrero, connaissant bien son style et ses méthodes Mentir! Tricher! Voler! (Lying! Cheating! Stealing!), mais pour prouver sa bonne foi, Eddie Guerrero va plusieurs fois sur le ring pour sortir Batista d'une mauvaise passe.
Le match entre les deux hommes a lieu à No mercy 2005 et vois la victoire de Batista. Au show suivant le PPV, c'est l'anniversaire d'Eddie Guerrero et Batista en profite pour lui souhaiter et l'honorer malgré tout ce qui s'est passé avec Rey Mysterio. Ce geste de Batista change Eddie Guerrero et ce dernier redevient face.

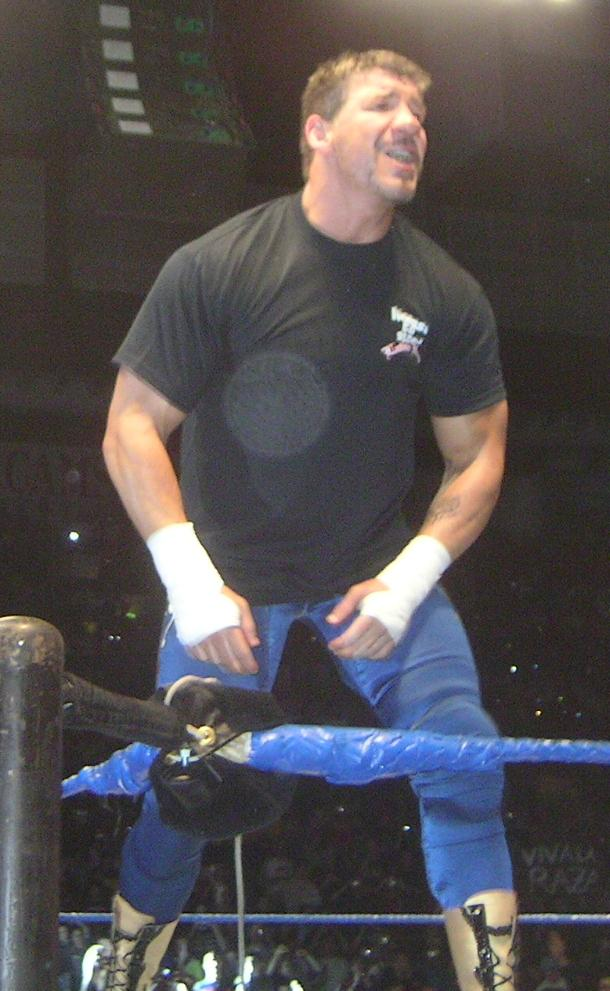
Eddie Guerrero en 2005.

Le dernier match d'Eddie Guerrero eut lieu lors de l'édition de SmackDown du 11 novembre 2005, soit deux jours avant sa mort, contre Mr. Kennedy. Il remporte le match par disqualification en faisant croire à l'arbitre que Kennedy lui avait donné un coup de chaise (alors que l'arbitre était assommé et était en train de se relever, il donne un coup de chaise par terre et la lance dans les mains de Kennedy avant de se mettre à gémir par terre et de pointer Kennedy du doigt). Il gagne ainsi une place dans « l'équipe SmackDown » pour le Tag Team match de Survivor Series 2005. Mais à la suite de son décès, il fut remplacé par Randy Orton. La team SmackDown gagne le match contre la team RAW.

## Décès et hommages
Le 13 novembre 2005, Eddie Guerrero est retrouvé mort dans sa chambre d'hôtel à Minneapolis, victime d'une crise cardiaque,.
Le soir même, la WWE enregistre deux shows afin de partir en Europe, lui rendant hommage avec les lutteurs de RAW et de SmackDown qui portent un brassard portant ses initiales (EG) (Rey Mysterio l'a gardé très longtemps mais ne le porte plus car il s'est fait tatouer ses initiales). Des vidéos de commentaires de Triple H, Batista, Dean Malenko, Rey Mysterio, Chris Benoit, Kurt Angle, Vince McMahon, John Cena, Candice Michelle, Big Show et d'autres sont alors produites. Des vidéos retraçant des moments forts de sa vie sont présentées dont deux musicales, la première avec Hurt de Johnny Cash, et la seconde avec Here Without You de 3 Doors Down (version moins rock que l'originale). D'autres fédérations de catch comme la Ring of Honor, Total Nonstop Action Wrestling, Asistencia Asesoría y Administración sont très tristes de la mort de Eddie. La TNA va jusqu'à lui offrir un pay-per-view TNA Genesis 2005 qui s'est déroulé le jour de sa mort. Pendant ce PPV, beaucoup de catcheurs de la TNA portent les initiales « EG », la ROH, elle, fera un show appelé Night of Tribute pour rendre hommage à Eddie.
Bien que reconnu comme l'un des meilleurs lutteurs au monde, son statut de lourd-léger et ses problèmes personnels (notamment, l'abus de drogues) l'ont empêché de devenir une superstar du même rang que Hulk Hogan, The Rock, Stone Cold Steve Austin ou encore The Undertaker. Le 18 novembre 2005, Eddie est enterré à Phoenix, en Arizona où il a prévu de déménager avec sa famille pour accompagner son ami, le lutteur professionnel à la retraite « Superstar » Billy Graham. Depuis beaucoup de catcheurs rendent hommage à Eddie avec des prises (Chris Benoit, Christian, Chavo Guerrero, Rey Mysterio, Sasha Banks …).
Eddie a été intronisé au WWE Hall Of Fame  le 1er avril 2006 par Rey Mysterio, Chris Benoit et Chavo Guerrero, Jr..
Le 2 octobre 2009, pour les 10 ans de Smackdown!, la WWE rend encore un hommage à Eddie par une vidéo qui retrace toute sa vie personnelle et professionnelle. Lors de WrestleMania XXVI dans un match de 10-Diva Tag, l'équipe de Vickie Guerrero (la veuve de Eddie) était victorieuse après que Vickie grimpe sur la troisième corde et porte le Frog splash en hommage à Eddie.
Le 13 novembre 2009 à Lyon, son neveu Chavo Guerrero  (après un combat) lui rend hommage pour le 4e anniversaire de sa mort.
Le 13 novembre 2010 (5 ans après son décès) (Mannheim, en Allemagne) Edge et Rey Mysterio gagnent leur match et rendent hommage à Eddie. Chris Jericho, Goldust, Vickie, Kurt Angle parlent de Eddie dans une interview.
Lors du 600e épisode de Smackdown, une vidéo de Eddie Guerrero en tant que WWE Champion célébrant sa victoire contre Brock Lesnar fut diffusé.

## Palmarès

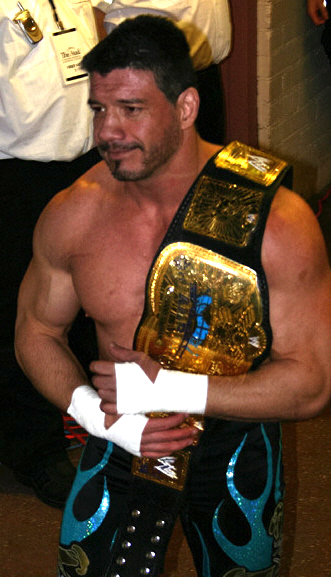
Guerrero en tant que Champion par équipes de la WWE.

- Asistencia Asesoría y Administración
  - 1 fois Champion du Monde par équipes de la AAA avec Art Barr
  - AAA Hall of Fame en 2008[28]

- Extreme Championship Wrestling
  - 2 fois Champion de la Télévision de la ECW[29]

- Independent Wrestling Association Mid-South
  - 1 fois Champion Poids-Lourds de la IWA Mid-South[30]

- Latin American Wrestling Association
  - 1 fois Champion Poids-Lourds de la LAWA

- New Japan Pro-Wrestling
  - 1 fois NJPW Junior Heavyweight Super Grade Tag League Champion avec The Great Sasuke
  - Best of the Super Juniors (1996)

- Power Slam
  - 3e du top 50 en 2003
  - 19e du PS podium
  - équipe de l'année en 2002 avec Chavo Guerrero (los guerreros)
  - Babyface de l'année 2003

- Pro Wrestling Federation
  - 1 fois Champion du Monde par équipes de la PWF avec Hector Guerrero[2]

- Pro Wrestling Illustrated
  - 2004 : 2e du top 10[31]
  - PWI Stanley Weston Award en 2005[32]
  - Catcheur le plus inspiré de l'année 2002 et en 2005[33]
  - Retour de l'année 1999[34]

- World Championship Wrestling
  - 1 fois Champion des États-Unis de la WCW[35]
  - 2 fois Champion Poids-Moyens de la WCW[36]

- World Wrestling All-Stars
  - 1 fois WWA International Cruiserweight Champion[37]
  - 1 fois World Welterweight Champion
  - 1 fois World Trios Champion

- World Wrestling Association
  - 1 fois WWA Welterweight Champion
  - 1 fois WWA Trios Champion avec Chavo Guerrero et Mando Guerrero[38]

- World Wrestling Federation/Entertainment
  - 1 fois Champion de la WWE[39]
  - 2 fois Champion Intercontinental de la WWF/E[4]
  - 1 fois Champion des États-Unis de la WWE[8]
  - 2 fois Champion Européen de la WWE[5]
  - 4 fois Champion par équipe de la WWE[11] (1 fois avec Tajiri ; 2 fois avec Chavo Guerrero[40],[41] ; 1 fois avec Rey Mysterio[21])
  - 6e Grand Slam Champion de la WWE
  - 2e Grand Slam Champion de la WWE (version 2015)
  - 11e Triple Crown Champion de la WWE
  - Membre du WWE Hall of Fame depuis 2006[3]

- Wrestling Observer Newsletter awards
  - Rivalité de l'année 1994 : avec Art Barr vs. El Hijo del Santo et Octagón
  - Équipe de l'année 1994 :  avec Art Barr
  - Rivalité de l'année 1995 : vs. Dean Malenko à la ECW
  - Équipe de l'année 2002 : avec Chavo Guerrero
  - Le plus charismatique en 2004 et en 2005
  - Le meilleur en interviews en 2005
  - Membre du Wrestling Observer Hall of Fame depuis 2006

## Vie privée et faits divers
Eddie s'est marié à Vickie Guerrero le 24 avril 1989 et ont eu deux filles : Shaul Marie (née le 14 octobre 1990 - aujourd'hui sous contrat à la FCW sous le nom de Raquel Diaz) et Sherilyn Amber (née le 8 juillet 1995). Guerrero a aussi une autre fille, Kaylie Marie (née en 2002) avec une femme nommée Tara Mahoney. Il était séparé de Vickie à l'époque. Cependant Eddie n'était plus avec Tara quand Kaylie est née. Il s'est réconcilié avec Vickie et ils ont renouvelé leurs vœux de mariage.
Le 19 mars 2007, la Sports Illustrated a affiché sur son site un article dans son enquête sur une série continue de stéroïdes et HGH anneau utilisé par un certain nombre d'athlètes professionnels dans plusieurs disciplines sportives. Cet article mentionne alors des catcheurs sous contrat à la WWE, dont Eddie, Chris Benoit (mort en 2007), Edge qui était présumé avoir obtenu l'hCG et le stéroïde stanozolol au début de 2005. Au moment de l'usage de stéroïdes est allégué, la WWE n'a pas encore mis sa politique de bien-être où les lutteurs sont testés pour les substances, ce qui a été énoncé par WWE.com le jour où l'article a été publié.
Chavo Guerrero a déclaré qu'Eddie s'était entrainé dur, ce qui le rendait fatigué physiquement. Stephanie McMahon, dans une conférence de presse, a indiqué que seulement deux jours après sa mort, Eddie devait battre Batista et Randy Orton, et allait donc remporter son premier WWE World Heavyweight Championship.

## Générations Black Tiger
| Generation      | Nom               |
| --------------- | ----------------- |
| Black Tiger     | Mark Rocco        |
| Black Tiger II  | Eddie Guerrero    |
| Black Tiger III | César González    |
| Black Tiger IV  | Rocky Romero      |
| Black Tiger V   | Tatsuhito Takaiwa |

## DVD et jeux vidéo
Un double DVD appelé Cheating Death Stealing Life : The Eddie Guerrero Story est sorti en 2004 qui raconte la vie de Eddie jusqu'en février 2004 où il gagne le WWE championship.
Le Triple DVD (+1DVD Bonus) VIVA LA RAZA! The Legacy Of Eddie Guerrero est sorti le 14 janvier 2009 en Europe et le 13 novembre 2008 aux États-Unis pour les 3 ans de sa mort avec les commentaires de John Cena, Jeff Hardy Chavo Guerrero et beaucoup d'autres. En 2009, il est dans la couverture de Smackdown 10 years avec Rey Mysterio, Batista, The Rock, Edge, The Undertaker et Jeff Hardy, ce DVD montre aussi les matchs les plus spectaculaires de Eddie à Smackdown.